# جون كيلي (سياسي)
جون كيلي (بالإنجليزية: John Kelly)‏ هو سياسي أمريكي، ولد في 20 أبريل 1822 بنيويورك في الولايات المتحدة، وتوفي في 1 يونيو 1886. حزبياً، نشط في الحزب الديمقراطي. وقد انتخب عضو مجلس النواب الأمريكي.